# Éditions jésuites
Les Éditions jésuites sont une maison d'édition franco-belge, appartenant à la Compagnie de Jésus, issue de la fusion en 2014 des Éditions Fidélité, Lessius et Lumen Vitae. À travers ces trois marques qui conservent leur identité propre, elle propose un catalogue diversifié dans plusieurs domaines, comme la spiritualité, l'introduction à la foi chrétienne, mais aussi l'exégèse et la philosophie.

## Collections
- Le Livre et le rouleau (dirigée par Jean-Pierre Sonnet)
- Donner raison (dirigée par Paul Gilbert)
- Que penser de ?
- Petite bibliothèque jésuite

## Liste des auteurs publiés
Parmi les auteurs de son catalogue, on retrouve des exégètes comme Jean-Louis Ska ou André Wénin, des philosophes comme Emmanuel Housset ou  Emmanuel Falque, des théologiens comme Michel Fédou ou Étienne Grieu ainsi que de nombreux textes de patristiques (Grégoire de Nysse, Michel Corbin), etc.